# Kaple svatého Jana Nepomuckého (Děkovka)
Obecní kaple svatého Jana Nepomuckého v Děkovce je klasicistní sakrální stavba. Od roku 1964 je chráněna jako kulturní památka.

## Popis
Kaple byla postavena přibližně v polovině devatenáctého století v klasicistním slohu (Emanuel Poche uvádí chybně barokní sloh). Jedná se o obdélnou stavbu s poloválcovým (apsidovým) závěrem. Boční stěny jsou se segmentově zakončenými okny. Stěny jsou členěny lizénovými rámci. Ve východním průčelí je obdélný portál s pilastry a trojúhelníkový štít. V ploše štítu je vějířový ornament. Ke štítu přisedá sedlová střecha s polokuželovou nad závěrem a sanktusníkem. Uvnitř má kaple plochý strop. V období 1945–1989 byla kaple díky špatné údržbě devastována a její poškození pokračovalo i v dalším období, takže plech věžičky zrezavěl a chybělo její zakončení, okna byla rozbitá a interiér zpustošený. V roce 2013 nechala obec zpracovat statický posudek potřebný pro opravu kaple.[zdroj⁠?!] V roce 2017 byla kaple opravena.

## Okolí kaple
V obci je uváděna v sedmdesátých letech dvacátého století ještě kaple z roku 1818 s reliéfem Krista v trojúhelníkovém štítě. Nad vsí se nachází zbytky hradu Oltářík označovaného také Hrádek.